# ميتش هيلي
ميتش هيلي (بالإنجليزية: Mitch Healey)‏ هو لاعب دوري الرغبي أسترالي، ولد في 11 مايو 1969 في سيدني في أستراليا.